# Basketball Nightmare
Basketball Nightmare è un videogioco di pallacanestro sviluppato e pubblicato da SEGA nel 1989 per Sega Master System.

## Modalità di gioco
Videogioco sportivo che si differenzia da NBA Jam per la presenza di vari tipi di mostri (tra cui licantropi, vampiri e kappa) come avversari. Il gioco mostra alcune cutscene pre-registrate in occasione di schiacciate.